# Peter Shaffer
Sir Peter Levin Shaffer (Liverpool, 15 maggio 1926 – Contea di Cork, 6 giugno 2016) è stato un drammaturgo e sceneggiatore inglese.
Il suo fratello gemello Anthony Shaffer (1926-2001) è stato anch'egli drammaturgo e sceneggiatore.

## Biografia

### La giovinezza
Nato in una famiglia di origine ebraica da Reka Fredman e da Jack Shaffer (un agente immobiliare), il giovane Peter si trasferì a Londra con la famiglia nel 1936, dove frequentò la St.Paul's School. Mostrò fin da ragazzo una notevole predilezione per la musica.

Dal 1944 al 1947 lavorò nelle miniere di carbone come tanti altri Bevin Boys (dal nome di Ernest Bevin, politico laburista e ministro del Lavoro di quel periodo). Dopo una laurea in Storia a Cambridge nel 1950, svolse numerosi lavori prima di approdare al teatro.  Tra il 1951 ed il 1954 lavorò come bibliotecario nella biblioteca pubblica di New York.

### La carriera come drammaturgo
Rientrato a Londra nel 1954, Shaffer iniziò a scrivere per la radio e la televisione.
Shaffer ottenne un notevole successo nel 1958 con il dramma Esercizio di cinque dita, diretto a Londra da John Gielgud, e replicato anche negli Stati Uniti l'anno successivo. L'opera fu adattata nel film del 1962 Signora di lusso.
La grande strage dell'impero del sole del 1964 confermò il successo di Shaffer presso il pubblico statunitense ed inglese. In essa il drammaturgo scelse di affrontare il tema della distruzione dell'impero degli Incas da parte di Francisco Pizarro. Il regista Irving Lerner ne fece un film nel 1969.
Nel 1965 scrisse Black Comedy, una rocambolesca commedia degli equivoci, in cui uno scultore squattrinato invita a cena nella sua mansarda un ricco milionario ed il suo futuro suocero. Un improvviso ed indesiderarto black-out sconvolge la serata. L'azione teatrale viene finta al buio, ma il pubblico vede chiaramente i personaggi in scena.
Con il dramma psicoanalitico del 1973 Equus (che racconta la vicenda di un giovane diciassettenne che acceca sei cavalli e del suo psicanalista che ne tenta la diagnosi), vinse il Tony Award nel 1975 e ricevette recensioni entusiastiche dalla critica americana. Nel 1977 Sidney Lumet ne trasse l'omonimo film con Richard Burton.
Nel 1979 scrisse Amadeus, ispirato al Mozart e Salieri di Puškin, che vinse il Tony Award nel 1981, dopo un notevole successo di pubblico dello spettacolo sia nel Regno Unito sia negli Stati Uniti. L'adattamento cinematografico, Amadeus di Miloš Forman portò Shaffer a vincere il premio Oscar per la miglior sceneggiatura non originale nel 1985.
Nel 1994 diventò Visiting Professor di teatro contemporaneo all'Univerisità di Oxford e nel 2001 fu insignito del cavalierato dalla regina Elisabetta II.

### Vita privata
Peter Shaffer era dichiaratamente gay ed ebbe una lunga relazione con il maestro di canto Robert Leonard, morto di AIDS nel 1990. Shaffer e Leonard sono entrambi sepolti nel cimitero di Highgate.

## Teatro
- The Salt Land (1955)
- Balance of Terror (1957)
- The Prodigal Father (1957)
- Esercizio a cinque dita (Five Finger Exercise, 1958)
- The Private Ear (1962)
- L'occhio pubblico (The Public Eye, 1962)
- The Establishment (1963)
- The Merry Roosters' Panto (1963)
- La grande strage dell'impero del sole (The Royal Hunt of the Sun, 1964)
- Black Comedy (Black Comedy, 1965)
- White Lies (1967)
- The Battle of Shrivings (1970)
- Equus (1973)
- Amadeus (1979)
- Black Mischief (1983)
- Yonadab (1985)
- Amanda Amaranda (Lettice and Lovage, 1987)
- Whom Do I Have the Honour of Addressing? (1990)
- The Gift of the Gorgon (1992)